# Gojmir Lešnjak
Gojmir Lešnjak (vzdevek Gojc), slovenski filmski, gledališki, televizijski igralec, režiser, pevec, avtor glasbe, * 22. februar 1959, Ljubljana, Slovenija.

## Življenje
Po končani srednji lesarski šoli se je vpisal na študij agronomije, a se je prepisal na študij slavistike na Pedagoški akademiji v Ljubljani, kjer je tudi diplomiral. Po končanem študiju se je zaposlil kot učitelj na Osnovni šoli Ketteja in Murna v Ljubljani. Kmalu nato je študij nadaljeval na Akademiji za gledališče, radio, film in televizijo (AGRFT) Univerze v Ljubljani. Študij je zaključil leta 1988 v letniku Mileta Koruna in Matjaža Zupančiča z vlogo Polpocha v uprizoritvi Zasledovanje in usmrtitev Jeana Paula Marata. Ves čas se je udejstvoval tudi kot glasbenik v različnih glasbenih skupinah. 
Po študiju je igral v Slovenskem mladinskem gledališču, med letoma 1991 in 1996 je bil član igralskega ansambla Slovenskega stalnega gledališča Trst. Kasneje je sodeloval z večino slovenskih gledališč.
Sodeloval je pri televizijskih oddajah (Periskop, TV Poper, Teater paradižnik, Pravi biznis, Naša mala klinika, Muzikajeto in druge) in številnih kratkih in celovečernih filmih.
Za svoje gledališko, filmsko in televizijsko delo je bil večkrat nagrajen; je dobitnik Borštnikove nagrade za mladega igralca, Ježkove nagrade, nagrade vesna, je večkratni žlahtni komedijant, nagrade so prejele tudi predstave in filmi, v katerih je igral.
Od leta 2001 do 2011 je bil direktor Kosovelovega doma Sežana, na lokalnih volitvah leta 2010 je kandidiral za župana Občine Komen, dosegel je drugo mesto s 36 glasov razlike do zmagovalca.. Je solastnik in vodja projektov podjetja Narodna avtorska agencija. Leta 2004 je soustanovil politično društvo Forum 21. Znan je po družbenem angažmaju, odziva se na aktualne kulturne, politične dogodke. 
Leta 2014 je bil kot sladkorni bolnik ambasador nacionalne kampanje za večjo ozaveščenost o sladkorni bolezni Zavoda diabetes., kot dislektik pa je bil ambasador projekta Življenje z disleksijo društva za pomoč otrokom in mladostnikom s specifičnimi učnimi težavami Bravo.

### Zasebno
Od začetka devetdesetih let 20. stoletja z ženo, kostumografinjo Zvonko Makuc živi v Škofih pri Gorjanskem v občini Komen.

## Delo
Igralsko kariero je pričel leta 1983 z vlogo v filmu Dih režiserja Boža Šprajca, nadaljeval pa z igranjem v filmu Ljubezen, sledila sta filma Butnskala in Naš človek. Leta 1987 je igral v Ljubezen nam je vsem v pogubo, leta 1988 v Trinajstica, P.S. - Post Scriptum in Odpadnik, leta 1989 pa v Veter v mreži in Nekdo drug. Leta 1990 igra v Do konca in naprej, leta 1991 v Babica gre na jug, Čaruga, Parizi - Istra in Srčna dama, leta 1992 pa v Oko za oko. Leta 1993 se pojavi v Ko zaprem oči, leta 1995 v Radio.doc, Rabljeva freska, Carmen, leta 1998 pa v Socializacija bika. 
Leta 2000 ga lahko vidimo v Naj ostane med nami, leta 2004 v Želim vse, od leta 2005 pa v Naša mala klinika. Sodeloval je tudi pri snemanju srbske verzije Naše male klinike, kjer je v epizodi Krsta i drugi problemi igral Sergeja Sergejeviča Vladimirova.
Od 1979 do 1984 je kot vokalist, na fagotu, akustični kitari, trobenti in tolkalih sodeloval pri glasbeni skupini Srp, s skupino 12. nasprotje je 1985 posnel uvodne songe za televizijsko oddajo Periskop, leta 1995 pa je posnel ploščo s skupino D Hamr's & Gojc.

## Vloge v gledališču (izbor)
- 2021: Oma: PRAVI HEROJI (r. Samo M. Strelec, Slovensko ljudsko gledališče Celje)
- 2019: Mati prednica: NUNE V AKCIJI (r. Jaša Jamnik, Prospot)
- 2018: Eugene: BRILJANTINA (r. Jug Radivojevič, Gledališka produkcija Festivala Ljubljana, Zunajinstitucionalni projekti)
- 2017: Tone Sardon: BARUFE (r. Vito Taufer, SNG Nova Gorica, Gledališče Koper, SSG Trst, Mestno gledališče Pulj (HR)
- 2017: Jackie Lockit, šef policije: BERAŠKA OPERA, (Vito Taufer, SNG Nova Gorica)
- 2016: Peppino: STARI KLOVNI (r. Jaša Jamnik, SNG Nova Gorica)

- 2018: Milan Grgić: I ❤ NJOFRA (r. Samo M. Strelec, Mestno gledališče Ptuj)
- 2016: CJ Johnson:. CUCKI (r. Matjaž Latin, Mestno gledališče Ptuj)
- 2015: John Styx: ORFEJ V PEKLU (r. Vito Taufer, SNG Opera in balet Ljubljana)
- 2015: MAMMA MIA! (r. Jug Radivojević, Gledališka produkcija Festivala Ljubljana, Zunajinstitucionalni projekti)
- 2015: Orgon, Elmirin mož: TARTUFFE (r. Vito Taufer, SNG Nova Gorica)
- 2014: Župan; ZMAJ (r. Dino Mustafić, SNG Nova Gorica)
- 2014: Martin Kojc: PITA (r. Samo M. Strelec, Zunajinstitucionalni projekti)
- 2013: Spriggs: KRAJA (r. Jaša Jamnik, SNG Nova Gorica)
- 2013: Billy Van Zandt: PAZI, M@IL! (r. Jaša Jamnik, Špas teater Mengeš)

- 2013: Tone Roblek: BILA SVA MLADA OBA (r. Jaša Jamnik, B&D produkcija)

- 2012: Alfred Hitchcock 39 STOPNIC (r. Jaša Jamnik, Špas teater Mengeš)
- 2011: Tajkun: VRTILJAK (r. Dino Mustafić, Slovensko stalno gledališče Trst)

- 2011: Maksimilijan Tavčar: MAKS SEKS ŠOP (r. Samo M. Strelec, Narodni dom Maribor)

- 2010: Papež Celestin VI.: POSLEDNJI TERMINA(L)TOR (r. Samo M. Strelec, Gledališče Koper)

- 2008: Trener: FUZBAL JE VSE! (r. Samo M. Strelec, Novi ZATO)
- 2007: RAZTRGANCI / UČENCI IN UČITELJI (r. Sebastijan Horvat, Cankarjev dom, Zunajinstitucionalni projekti, Mestno gledališče Ptuj)
- 2005: Zoran Jovanović: KAKO SMO LJUBILI TOVARIŠA TITA (r. Marjan Bevk, SNG Nova Gorica)
- 2005: Komar: HLAPCI.pdf (r. Samo M. Strelec, Drama SNG Maribor)
- 2003: Joseph Kesselring: ARZENIK IN STARE ČIPKE (r. Boris Cavazza, Gledališče Koper)
- 2002: Žarko: TRANSVESTITSKA SVATBA (r. Vinko Möderndorfer, Zunajinstitucionalni projekti)

- 2000:  MARJETKA, STR. 89 (r. Samo M. Strelec, Mestno gledališče Ptuj)

- 1999: Živko, Zdravko, Žarko: RIGOLETA (r. Branko Đurić, Zunajinstitucionalni projekti)
- 1999: Oskar: ZGODBE IZ DUNAJSKEGA GOZDA (r. Mario Uršič, Slovensko stalno gledališče Trst)
- 1998: Krpan: ŽUR Z MARTINOM KRPANOM (r. Jaša Jamnik, Gledališče za otroke in mlade Ljubljana)
- 1997: Kovač: IŠČEM MOŽA S KULTURO SRCA (r. Marjan Bevk, Gledališče za otroke in mlade Ljubljana)
- 1996: Mišo Stanič: ŽALUJOČI OSTALI (r. Zijah Sokolović, Slovensko stalno gledališče Trst)
- 1995: DOMOVINA, LJUBEZEN MOJA (r. Boris Kobal, Zunajinstitucionalni projekti)
- 1995: Martinek: DESETI BRAT (r. Dušan Mlakar, Slovensko stalno gledališče Trst)
- 1995: ČAS, KO NISMO VEDELI NIČESAR DRUG O DRUGEM (r. Giorgio Pressburger, SSG Trst in Stalno gledališče Furlanije-Julijske krajine Čedad)
- 1994: Žare: TRANSVESTITSKA SVATBA  (r. Vinko Möderndorfer, SSG Trst)

- 1994: Honza: HALŠTAT (r. Boris Kobal, Slovensko stalno gledališče Trst)
- 1994: Sganarel: ZDRAVNIK PO SILI ( r. Zvone Šedlbauer, Slovensko stalno gledališče Trst)
- 1994: Krapp: NE JAZ in POSLEDNJI TRAK (PA MOIS in CRAPP'S LAST TAPE) (r. Mario Uršič, Slovensko stalno gledališče Trst)
- 1993: Albany: GARDEROBER (r. Vinko Möderndorfer, Slovensko stalno gledališče Trst)
- 1993: Dušan: OPERACIJA TIMAVA (r. Mario Uršič, Slovensko stalno gledališče Trst)
- 1993: Janko: VSEGA JE KRIVA MARJANA DERŽAJ (r. Dušan Mlakar, Slovensko stalno gledališče Trst)
- 1993: Simon Stimson: NAŠE MESTO (r. Adrijan Rustja, Slovensko stalno gledališče Trst)
- 1992: Cesar: CESARJEVA NOVA OBLAČILA (r. Vladimir Jurc, Slovensko stalno gledališče Trst)
- 1992: Jepihodov S. Pantelejevič: ČEŠNJEV VRT (r. Boris Kobal, Slovensko stalno gledališče Trst)
- 1992: Helios: HAMLET V PIKANTNI OMAKI (r. Žarko Petan, Slovensko stalno gledališče Trst)
- 1992: Jože Komar: ČRNI GALEBI (r. Jože Babič, Slovensko stalno gledališče Trst)
- 1992: Frole: ROMANTIČNE DUŠE (r. Vinko Möderndorfer, Slovensko stalno gledališče Trst)
- 1991: Tin:  MOJ DEDA, SOCIALISTIČNI MRTVAK ALI PRVI PRIMER POLICIJSKE INŠPEKTORICE DARJE (r. Mario Uršič, Slovensko stalno gledališče Trst)
- 1991: Zbore: KRALJ OJDIPUS (r. Mile Korun, Slovensko stalno gledališče Trst)
- 1991: Angel čudakov, Kralj kuga I., Montresor, Hop-Frog, Oče: KROKAR (r. Janez Pipan, Slovensko mladinsko gledališče)

- 1990: SKRIVNOSTI (r. Janez Pipan, Slovensko mladinsko gledališče)
- 1990: Demodokos, Iro: ODISEJ IN SIN ALI SVET IN DO (r. Vito Taufer, Slovensko mladinsko gledališče)

- 1989: Viktor: VIKTOR ALI DAN MLADOSTI (r. Janez Pipan, Mestno gledališče ljubljansko)

- 1987: Živko: SUMLJIVA OSEBA (r. Dušan Jovanović, Slovensko stalno gledališče Trst)
- 1987: Andrej Temlin, 38 let: SLOVENSKA SAVNA (r. Dušan Jovanović, Slovensko mladinsko gledališče)
- 1986: Marčni zajec: ALICA V ČUDEŽNI DEŽELI (r. Vito Taufer, Slovensko mladinsko gledališče)
- 1985: Kaznjenec: RESNIČNOST (r. Ljubiša Ristić, Slovensko mladinsko gledališče)
- 1985: Levi pes: LEPOTICA IN ZVER (r. Dušan Jovanović, Slovensko mladinsko gledališče)

- 1984: Errol Bray ZBOR (r. Matjaž Zupančič, Gledališče GLEJ)
- 1984: Polica: ALTAMIRA (r. Vito Taufer, SNG Drama Ljubljana)
- 1984: Goran Gluvić: HARD CORE (r. Matjaž Zupančič, Gledališče GLEJ)

- 1984: več vlog: BOLNA NEVESTA (r. Janez Pipan, Slovensko mladinsko gledališče)
- 1983: Romeo: ROMEO IN JULIJA (r. Ljubiša Ristić, Slovensko mladinsko gledališče (vskok)
- 1983: Strychx, jelen, maček, opica, Henrik - Guvernerjev sin; JAZ NISEM JAZ I (r. Vito Taufer, Slovensko mladinsko gledališče)

- 1982: Dripac; RAZREDNI SOVRAŽNIK (r. Vito Taufer, Slovensko mladinsko gledališče (vskok)
- 1982: MISSA IN A MINOR (r. Ljubiša Ristić, Slovensko mladinsko gledališče (vskok)[5]

## Vloge na televiziji in filmu
- 2022: Gospod profesor
- 2021: Tim (r. Tamara Dervisevič)
- 2021: Ja, Chef (r. Marko Naberšnik)
- 2019: Košarkar naj bo 2 (r. Boris Bezić)
- 2018: Butalci (r. Aljaž Bastič)
- 2017: Košarkar naj bo (r. Boris Petkovič)
- 2016 Nika (r. Slobodan Maksimović)
- 2015−:Čarokuhinja pri atu
- 2013: Prepričanje (r. Katarina Morano)

- 2010: Piran - Pirano (r. Goran Vojnović)
- 2009: Trst je naš! ( r. Žiga Virc)
- 2009: Naša demokracija (r. Žiga Virc)
- 2007: Petelinji zajtrk (r. Marko Naberšnik)
- 2007—2016: oddaja Muzikajeto (r. Branko Bitenc)
- 2006: Kosilnica (r. Brane Bitenc, TV Slovenija)
- 2006: Mokuš (r. Andrej Mlaka)
- 2006: Trpljenje mladega Igorja (r. Brane Bitenc)
- 2005-2007: Naša mala klinika (r. Cvetko Vovk)
- 2004: Želim vse (r. Brane Bitenc, Visual Production)
- 2004: V kraljestvu svizca (r. Boris Jurjaševič)
- 2002: Selitev (r. Jurij Gruden)
- 2001: Ižanska pravda (r. Blaž Švent)

- 2000: Toaletni papir (r. Marko Nabršnik)
- 2000: Naj ostane med nami (r. Branka Bitenc)
- 2000: Peta hiša na levi
- 2000: Vrtičkarji (r. Jure Pervanje)
- 2000: Z ljubeznij (r. Marko Naberšnik)
- 2000: Naj ostane med nami (r. Brane Bitenc,)
- 1999: Spleti čisto blizu vas (r. Brane Bitenc)
- 1999: Ponedeljkov stric (r. Boštjan Mašera)
- 1999: Menjava kož (r. Matjaž Švent)
- 1995: radio.doc (r. Miran Zupanič)
- 1995: Rabljeva freska (r. Anton Tomašič)
- 1995: Carmen (r. Metod Pevec)
- 1993: Zrakoplov (r. Jure Pervanje)
- 1993: Ko zaprem oči (r. Franci Slak)
- 1992: Predsednik (r. Anton Tomašič)
- 1992: Zdravljica (r. Damjan Kozole)
- 1991: Triangel (r. Jure Pervanje)
- 1991: Srčna dama (r. Boris Jurjaševič)
- 1991: Babica gre na jug (r. Vinci Vogue Anžlova)

- 1990: Ječarji (r. Janez Cilglič)
- 1990: Do konca in naprej (r. Jure Pervanje)
- 1990: Čaruga (r. Rajko Grlić)
- 1989: Nekdo drug (r. . Boštjan Vrhovec)
- 1989: Veter v mreži (r. Filip Robar Dorin)
- 1988: P. S. (Post scriptum) ( r. Boštjan Hladnik, Andrej Stojan, Marcel Buh)
- 1988: Odpadnik (r. Božo Šprajc)
- 1988: Maja in vesoljček (r. Jane Kavčič)
- 1988: Trinajstica (r. Anton Tomašič)
- 1987: Ljubezen nam je vsem v pogubo (r. Jože Gale)
- 1986: Sonce za dva (r. Božo Šprajc)
- 1985: Naš človek (r. Jože Pogačnik)
- 1985: Butnskala (r. Franci Slak)
- 1984: Dediščina (r. Matjaž Klopčič)
- 1984: Ljubezen (r. Rajko Ranfl)
- 1983: Trije prispevki k slovenski blaznosti, III. (r. Mitja Milavec)
- 1983: Dih (r. Božo Šprajc, Viba film Ljubljana)[5]

## Režije
- 2019: OBISK STARE GOSPE, Šentjakobsko gledališče Ljubljana
- 2017: HOTEL ALI DEKLICA IZ OMARE, KD Šempeter pri Novi Gorici
- 2017: PETELINJI ZAJTRK, Koprodukcija Gledališče Toneta Čufarja in Šentjakobsko gledališče Ljubljana
- 2016: TI NORI TENORJI, Šentjakobsko gledališče
- 2014: HOTEL PLAZA, Šentjakobsko gledališče

- 2014: AFERA POLHN KUFR, KD Janez Jalen
- 2013: ANA MIGRENA, KD Janez Jalen

- 2013: TMOJ ATA, SOCIALISTIČNI KULAK, Šentjakobsko gledališče

- 2011: EDMA ZAPOVED, KRADI MALO MANJ, KD Vrbje

- 2010: SEZONA NAROČENIH UMOROV, T.I.P. teater
- 2009: JAZ PA TEBI SESTRO, T.I.P. teater

- 2008: KDO JE UMORIL ANICO L?, Šentjakobsko gledališče
- 2006: PRIGODE DOBREGA VOJAKA ŠVEJKA, Šentjakobsko gledališče
- 2005: KAJ SE JE ZGODILO V SOBI STO ALI NEKAJ KAPLJIC BALDRIJANA, Zunajinstitucionalni projekti
- 2004: KAKO SE DAN LEPO ZAČNE, Gledališče za otroke in mlade Ljubljana
- 2003: DRŽAVNI LOPOV, Gledališče za otroke in mlade Ljubljana[5]

## Avtor glasbe
- 1999: Hlebček guspe Lize - avtor glasbe uprizoritve v Šentjakobskem gledališču
- 1997: Iščem moža s kulturo srca - avtor songov uprizoritve v KD Španski borci
- 1995: Domovina, ljubezen moja - soscenarist, avtor songov in glasbe za uprizoritev
- 1992: Ptice nočnega miru - skladatelj glasbe uprizoritve v SSG Trst
- 1992: Vse je pod kontrolo, kratki igrani film - skladatelj filmske glasbe
- 1992: Good rockin' tonight - skladatelj filmske glasbe
- 1990:  Skrivnosti, r. Janez Pipan, Slovensko mladinsko gledališče - avtor glasbe
- 1984: Zbor, Gledališče Glej - avtor glasbe
- 1984: Hardcore, Gledališče Glej - avtor glasbe
- 1983: Vlak na domišljijo, SNG Drama Ljubljana - avtor glasbe[5]

## Diskografija
- Srp - Srp, (1984, ZKP RTV Ljubljana)
- 12. nasprotje in Gojmir Lešnjak - Pesmi iz Periskopa (1985, Partizanska knjiga)
- Boris A. Novak in Gojc - Policaj je palicaj (1988, Dokumentarna)
- D Hamr's & Gojc - Domovina, ljubezen moja (1995, Frisbee Records)
- Srp - Zadnja večerja (1981–1984) (2002, Nika)

## Nagrade
- 2020: Nagrada vesna za najboljšo stransko moško vlogo za vlogo v filmu Košarkar naj bo)
- 2017: Nagrada tantadruj za umetniški dosežek (Stari klovni, r. Jaša Jamnik, SNG Nova Gorica)
- 2015: Nagrada za igro na festivalu 39. Dnevi satire Fadila Hadžića za vlogo Orgona (Tartuffe, r. Vito Taufer, SNG Nova Gorica)
- 2010: Igralec leta za film Trst je naš (r. Žiga Virc)
- 2007: Žlahtni komedijant na festivalu Dnevi komedije v Celju za vlogo Staneta (Kako smo ljubili tovariša Tita, Kosovelov dom Sežana in SNG Nova Gorica)
- 2001: Žlahtni komedijant na festivalu Dnevi komedije v Celju za več vlog (Marjetka str. 69, r. Samo M. Strelec, Mestno gledališče Ptuj)
- 1999: Dobitnik Ježkove nagrade TV Slovenija
- 1984: Borštnikova nagrada za mladega igralca za vlogo Kifa (Hardcore, EG Glej)

## Obrazložitve nagrad
Vesna za stransko moško vlogo za vlogo učitelja Tundre v filmu Košarkar naj bo 2
"Gojmir Lešnjak se vloge kljub žanru loti z vso resnostjo, in čeprav bi ga ta okvir prav zlahka odnesel čez rob, se vedno ustavi tik pred njim. Z disciplinirano natančnostjo odmerja poante gegov in, čeprav gre za stransko vlogo, prepričljivo odigra ves spekter čustev, od zlobe in maščevalnosti do naklonjenosti glavnim junakom ter tako znova potrdi, da ni velikih in malih vlog."
Nagrada žlahtni komedijant za vlogo Staneta v predstavi Kako smo ljubili tovariša Tita
"Gojmir Lešnjak Gojc pa je s svojo izvedbo lik Staneta postavil v ospredje celotne predstave, saj ga je oblikoval z ljubečim in srčnim odnosom do malega človeka, preciznim niansiranjem ob njegovih reminiscencah in rutinirano veščino ob doziranju najbolj udarne komike; antološki prizori iz nekdanjih proslav ob Titovem rojstnem dnevu nam bodo skupaj z bolj trpkimi spomini Gojčevega junaka še dolgo ostali v žlahtnem spominu, navaja strokovna žirija v obrazložitvi."
Nagrada tantadruj 2017 za umetniški dosežek
"Igralski trio Radoš Bolčina, Gojmir Lešnjak Gojc in Iztok Mlakar je ustvaril prepričljiv tematski lok, ki brez pretiravanja, baročnih lepotičenj in blefiranja postavlja vprašaj nad časovno črto življenja, ki s svojo bliskovito naglico človeka preseneti. Igralci na eni strani naravno in nepatetično, čeprav s potlačeno grenkobno napetostjo, brišejo mejo med iluzijo in deziluzijo, med vitalizmom in resignacijo, po drugi strani pa izkašljujejo prav ta disharmonični mehanizem ostrih robov, ki usodno zaznamuje eksistenco upodobljenih likov Filippa, Niccoloja in Peppina, ostarelih klovnov, ki se ne sprijaznijo s padanjem ustvarjalne moči in staranjem. V tem smislu uspejo igralske stvaritve utemeljiti predvsem prvobitno človečnost, neodtujljivo vrednoto posameznika in družbe, ki se je v globalizacijskem vrvežu sodobnosti izgubila."

## Intervjuji
- Gojmir Lešnjak Gojc: Živòt oznanja, da nisem več mladenič
- »Koliko priložnosti za humor je bilo ob nerazsodnem početju desničarske bagre«
- Gojmir Lešnjak in Zvonka Makuc: Zrelejše dame so mi bile privlačnejše
- Na obisku: Gojcu in Zvonki se s Krasa nikamor ne mudi
- Gojmir Lešnjak - Gojc, igralec, režiser, glasbenik in direktor: Šarec je zmagal, jaz, hvala bogu, ne
- Dialogi - pogovor z Gojmirjem Lešnjakom
- Pogovor z Gojmirjem Lešnjakom
- Gojmir Lešnjak – Gojc: Od lesarja do igralca
- Gojmir Lešnjak Gojc: V resnici sem lenuh